# Omar Treviño Morales
Omar Treviño Morales (Nuevo Laredo, 26 gennaio 1974) è un criminale messicano.
Conosciuto anche come "Z-42", è stato capo dei Los Zetas, gruppo criminale di narcotrafficanti e tra gli uomini più ricercati in Messico, fratello del narcotrafficante Miguel Treviño Morales. Secondo le autorità fu il successore di suo fratello che fu incarcerato il 15 luglio 2013.
Rimase a capo degli Z fino alla sua cattura il 4 marzo del 2015 nel comune San Pedro Garza García preso dalle forze federali, dall'esercito e dalla polizia federale messicana.
Fu catturato 5 giorni dopo l'arresto di Servando Gómez Martínez, alias "La Tuta", capo del cartello dei Los Caballeros Templarios. 
Per la sua cattura il governo messicano mise una taglia di 30 milioni di Pesos e 5 milioni di dollari da parte della DEA statunitense.
La sua cattura ha causato una scissione all'interno dei Los Zetas, conclusasi con la creazione del Cartello del Nord-est.
Dopo l'arresto di Morales il comando passò a Jose Marea Guizar Valencia (proprio per questo noto come "Z-43") fino alla sua cattura nel 2018.